# Слуцький повіт (Російська імперія)
Слуцький повіт — історична адміністративно-територіальна одиниця у складі Мінського намісництва, Мінської губернії та Білоруської РСР, яка існувала у 1793–1924 роках. Центр — місто Слуцьк.

## Адміністративний поділ
1913 року в повіті було 23 волості: Бистрицька, Визнянська, Говезнанська, Греська, Грицевицька, Грозовська, Заостровецька, Києвицька, Клецька, Круговицька, Ланьська, Ляховицька, Медведицька, Погостська, Поцейківська, Романівська, Синявська, Слуцька, Старобинська, Телядовицька, Тимковицька, Царевська, Чаплицька.
Та міста:
- Повітове Слуцьк із передмістями Колонія, Острів, Подзер, Тройчани, Юридика Тройчанська, форштадтом Сьолки, монастирською фермою Севериновка, приміським хутором Протоки.
- Заштатне Несвіж із передмістями Казимир, Михалишки, Нове Місто, фільварком Заозерря.

## Історія
Утворено у складі Мінської губернії Російської імперії 1793 року після 2-го розділу Речі Посполитої перетворенням Слуцького повіту Новогрудського воєводства Великого князівства Литовського. З 1795 до 1796 року належав до Мінського намісництва.
1920 року західна частина відійшла до Польщі.
1921 року Мінська губернія була ліквідована й повіт перейшов у пряме підпорядкування Білоруської РСР.
1924 року повіт було ліквідовано.

## Населення
За даними перепису 1897 року в повіті мешкало 260,5 тис. осіб. За національним складом: білоруси — 78,5%; євреї — 15,7%; поляки — 2,8%; росіяни — 1,8%. У повітовому місті Слуцьк проживало 14349, заштатному Несвіж — 8459